# 溪墘厝 (彰化縣)
溪墘厝，是臺灣彰化縣溪州鄉的一個地名，位於該鄉西部。相較於今日行政區，其範圍大致包括溪厝村、坑厝村。

## 歷史
台灣清治末期至日治初期，溪墘厝地區為一街庄，稱為「溪墘厝庄」，隸屬於東螺西堡。該庄北與新庄仔庄為鄰，東與溪洲庄為鄰，南邊為三條圳庄，西邊為路口厝庄、斗六甲庄。。
1901年（日治明治三十四年）11月，全台廢縣廳改設二十廳，該庄隸屬於彰化廳。1903年（明治三十六年）6月，該庄編入「舊眉區」，隸屬於彰化廳。1909年（明治四十二年）10月，合併二十廳為十二廳，舊眉區改隸屬於臺中廳。1920年（大正九年），廢廳、支廳、區、街庄（舊制）改設州、郡、街庄（新制）、大字，該庄改制為「溪墘厝」大字，隸屬於臺中州北斗郡溪州庄。
戰後溪州庄改制為溪州鄉，隸屬於臺中縣，大字亦改制為村。1950年10月，中、彰、投分治，溪州鄉改隸屬彰化縣。

## 聚落
本地區發展較早的聚落為溪墘厝，在日治期初期的官方地圖上已有記載。此外，本地區尚有溪厝聚落。

## 交通
國道1號又稱「中山高速公路」，是貫穿台灣西部的兩條縱向高速公路之一，大致以北微東－南微西走向轉縱向經過溪墘厝地區中部。境內未設交流道，北側最近的是與省道台1線、縣道152號、鄉道彰183線、縣道150號均有連通的北斗交流道，南側最近的是位於濁水溪南岸省道台1線交會處的西螺交流道，由此等可快速前往國道1號沿線各地。
省道台1線（中山路三段～二段）又稱「縱貫公路」，是台北至屏東楓港的傳統平面幹道，大致以東北微南—西南微北走向轉東北微北—西南微南走向經過北部及西部，並與國道1線交會，且設有引道可連接北側的北斗交流道。由該道路向東北微南轉東北微北可前往溪州市區、北斗、田尾、永靖等地，向西南微南轉南南東可前往西螺、莿桐、虎尾東北部、斗南等地。
縣道152號（溪林路）是大城鄉公館至名間的道路，大致以西微南—東微北走向由本地區西部邊界中央偏北入境後，繞大彎轉東北至本地區北部邊界，順路沿邊界而行，至本地區北部邊界最東點轉東南東出境。由該道路向西微南可前往埤頭南部、竹塘、大城並止於省道台17線路口，向東南東可前往溪州市區、二水、名間並止於省道台3線路口。
鄉道彰102線（三條圳聚落北側道路）是三條圳至潮洋厝的道路，其西側端點位於木地區南部邊界地帶東側的鄉道彰105線路口。由此向東北東轉東於本地區東部邊界南側出境後，可前往溪州南部、圳寮中部偏西並止於鄉道彰101線路口。/>
鄉道彰105線（中央路三段～二段）是溪洲至潮洋厝的道路，大致以北向南轉北微東－南微西走向經過本地區東部。由該道路向北可前往溪州中部偏西並止於縣道152線路口，向南微西可前往三條圳、潮洋厝並止於鄉道彰101線路口。
鄉道彰180線（光華路）是斗六甲至新莊的道路，大致以西微南－東微北轉西南西－東北東走向再轉西微北－東微南走向再轉西南－東北走向經過本地區北部西側凸出部分的北部邊界地帶。由該道路向西微南可前往斗六甲並止於鄉道彰185線路口，向東北可前往新庄子並止於鄉道彰183線路口。
鄉道彰183線（新庄路）是連交厝至瓦厝的道路，其南側端點位於本地區東北部最北點的縣道152號路口。由此向北北西蜿蜒而行可前往溪州與新庄子交界地帶、國道1號北斗交流道南側引道路口、新庄子、牛稠子、牛稠子與三塊厝交界地帶、三塊厝與連交厝交界地帶、連交厝並止於鄉道彰152線路口。
鄉道彰184線（福德路）是四戶子至溪墘厝的道路，其東側端點位於本地區北部邊界地帶中央偏東的縣道152號路口。由此向西北西沿邊界行一小段路後，因邊界線北移而入境蜿蜒而行，出境後可前往斗六甲、大湖厝東部近邊界地帶南側並止於縣道145號路口。

## 學校
- 僑義國小

## 景點
- 溪墘厝阿彌陀佛碑